# Nokere Koerse 1998
La Nokere Koerse 1998, cinquantatreesima edizione della corsa, si svolse il 18 marzo per un percorso di 154 km, con partenza a Oudenaarde ed arrivo a Nokere. Fu vinta dall'australiano Scott Sunderland della squadra Palmans-Ideal davanti all'olandese Léon van Bon e al belga Chris Peers.

## Ordine d'arrivo (Top 10)
| Pos. | Corridore        | Squadra                     | Tempo    |
| ---- | ---------------- | --------------------------- | -------- |
| 1    | Scott Sunderland | Palmans-Ideal               | 3h38'00" |
| 2    | Léon van Bon     | Rabobank                    | s.t.     |
| 3    | Chris Peers      | Lotto-Mobistar              | s.t.     |
| 4    | Tristan Hoffman  | TVM-Farm Frites             | s.t.     |
| 5    | Wim Feys         | Lotto-Mobistar              | s.t.     |
| 6    | Tom Desmet       | Collstrop                   | s.t.     |
| 7    | Erwin Thijs      | Vlaanderen 2002-Eddy Merckx | s.t.     |
| 8    | Fabien De Waele  | Lotto-Mobistar              | s.t.     |
| 9    | Hendrik Van Dyck | TVM-Farm Frites             | a 42"    |
| 10   | Lars Michaelsen  | TVM-Farm Frites             | s.t.     |